# フォトレックス
フォトレックス（Photorex ）はフランスにかつて存在したカメラメーカーである。
1952年頃廃業した。

## 製品一覧

### レンズ交換式二眼レフ
マミヤCシリーズのように前板にファインダー用と撮影用の2本のレンズが装着されており一緒に交換できる。ただしマミヤCと違って日中交換はできない。
- レックスレフレックスB1（Rex Reflex B1 、1949年頃発売） - 巻き上げはノブ式。
- レックスレフレックスB2（Rex Reflex B2 ） - 巻き上げがクランク式に変更された。

### レンズ交換式二眼レフ用レンズ
- タイプX1 75mmF3.5 - アンジェニュー製。
- フロール75mmF3.5 - ベルチオ光学機械社製。
- テレ150mmF5.6 - ベルチオ光学機械社製。

### その他のカメラ
- レックスレフレックススタンダード（Rex Reflex Standard ） - レンズ交換はできない。